# Styx River (vattendrag i Australien, Queensland, lat -22,37, long 149,77)
Styx River är ett vattendrag i Australien. Det ligger i delstaten Queensland, omkring 660 kilometer nordväst om delstatshuvudstaden Brisbane.
Omgivningarna runt Styx River är huvudsakligen savann. Savannklimat råder i trakten. Genomsnittlig årsnederbörd är 1 003 millimeter. Den regnigaste månaden är mars, med i genomsnitt 207 mm nederbörd, och den torraste är augusti, med 19 mm nederbörd.